# Rhynchostegium fragilicuspis
Rhynchostegium fragilicuspis är en bladmossart som beskrevs av Hugh Neville Dixon 1929. Rhynchostegium fragilicuspis ingår i släktet näbbmossor, och familjen Brachytheciaceae. Inga underarter finns listade i Catalogue of Life.